# إدوين هابل شابن
إدوين هابل شابن (بالإنجليزية: Edwin Hubbell Chapin) هو قسيس أمريكي، ولد في 29 ديسمبر 1814، وتوفي في 1880.